# Comitê Superior Árabe

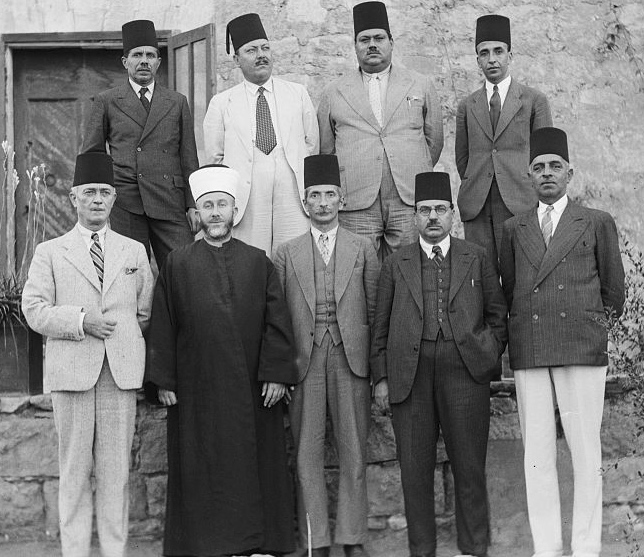
Membros do Comitê Superior Árabe em 1936. Primeira linha da esquerda para a direita: Raghib al-Nashashibi, Amin al-Husayni, Ahmed Hilmi Pasha, gerente geral do Banco Árabe de Jerusalém, Abdul Latif Bey Es-Salah, presidente do Partido Nacional Árabe, Alfred Roke

O Comitê Superior Árabe foi o órgão político central da comunidade árabe durante o Mandato Britânico da Palestina. Foi criado em 25 de abril de 1936 por iniciativa de Amin al-Husayni, o mufti de Jerusalém, e era composta por líderes de clãs árabes palestinos sob a presidência do mufti. O Comitê foi formado após o início da Revolta árabe de 1936-1939. 
Em 15 de Maio de 1936, o Comitê convocou uma greve geral de trabalhadores e empresas árabes contra o pagamento de tributos e contra a imigração judaica. Em setembro de 1937, as atividades do comitê foram proibidas pela administração do Mandato.
Em 23 de setembro de 1948, o Comitê se reuniu em Gaza e proclamou a formação do Governo Árabe de Toda a Palestina, considerado como a primeira tentativa de estabelecer um estado palestino independente. Dias depois, uma assembleia constituinte elegeu como presidente o mufti Amin al-Husayni. A assembleia adotou o nome de Conselho Nacional Palestino e votou também uma constituição provisória.
Durante a sondagem das Nações Unidas que resultou no Plano de partição da Palestina, o Comitê se recusou a cooperar, considerando que «os direitos naturais dos árabes da Palestina são evidentes e não podem continuar a ser objeto de sondagem,» o que muitos autores consideram ter sido um erro tático.
O Comitê tornou-se politicamente irrelevante após a Guerra israelo-árabe de 1948 e foi expulso da Cisjordânia ocupada pela Jordânia. 